# Nikola Dabanović
Nikola Dabanović (in serbo Никола Дабановић?; Podgorica, 18 dicembre 1981) è un arbitro di calcio montenegrino.

## Carriera
Ha debuttato a livello internazionale l'8 settembre 2009 dirigendo l'incontro valido per le qualificazioni al Campionato Europeo Under-21 del 2011 tra Andorra e Russia.